# Erik Erstad-Jørgensen
Erik Erstad-Jørgensen, född 17 november 1871 i Köpenhamn, död 12 maj 1945, var en dansk trädgårdsarkitekt.
Erstad-Jørgensen utbildade sig till trädgårdsmästare på herrgården Fuglsang och på Rosenborg trädgårdsmästarskola och blev havebrugskandidat 1894. Därefter utbildade han sig till trädgårdsarkitekt som elev till Edvard Glæsel, på Kunstakademiet samt under utlandsresor. Han var verksam som trädgårdsarkitekt i Köpenhamn från 1898, blev medlem av styrelsen för Det kongelige danske haveselskab 1907, sekreterare där 1912, kassör i Selskabet for dekorativ kunst 1911 och sekreterare i De samvirkende danske haveselskaber 1913.
Erstad-Jørgensen ritade en rad större kommunala anläggningar, bland annat i Aalborg, Fredericia, Köpenhamn, Maribo och Randers. Han planlade parkanläggningarna vid Landsudstillingen 1909, den fjärde nordiska trädgårdsutställningen 1912, i Pildammsparken i Malmö 1915 och ett stort antal herrgårdsparker och villaträdgårdar, drivhusanläggningar, kyrkogårdar m.m. Han utgav även boken Villahaven (1900).